# Alizava
Alizava è un insediamento del distretto di Kupiškis della contea di Panevėžys, nel nord-est della Lituania. Secondo un censimento del 2011, la popolazione ammonta a 247 abitanti.
Ospita una chiesa dedicata a San Giovanni Battista, un centro ricreativo, una biblioteca, una scuola elementare e un ufficio postale (LT-40043). Il centro abitato vanta un patrimonio naturale protetto dallo Stato, la quercia di Alizava.

## Storia
Dal XVI secolo l'area circostante rientrava nel territorio di Zasinyčiai e la città ha avuto origine dal villaggio di Kalkėnai (anche Kalkelis, Kalkiemis o Kalnakiemis), menzionato in un documento nel 1690. Fino alla fine del XVIII secolo l'insediamento era chiamato Pakape, vantando probabilmente solo un cimitero e una taverna.
Nel 1793-1794, il proprietario del feudo locale, Antanas Koscialkovskis, costruì a sue spese una chiesa in legno e diede al villaggio il nome di suo figlio Aloysius. Nel 1894, l'edificio subì un incendio. Dalla fine del XIX secolo l'insediamento veniva già definito come tale a tutti gli effetti, segno che aveva abbandonato il suo carattere puramente rurale. Dal 1910 al 1949 operò una scuola elementare e dal 1950 al 1957 una scuola settennale. Nel 1926 divenne il centro parrocchiale.
Nel 1941, durante la rivolta di giugno, fu costituito un distaccamento partigiano che rimase attivo fino al 1951.
Le prime fattorie collettive ("Aušra", "Raudonasis švyturys", "Rytojus") furono fondate ad Alizava e dintorni nel 1949. Nel 1981 tali unità furono fuse in una fattoria collettiva più ampia che esistette fino al 1991.